# Peperomia asarifolia
Peperomia asarifolia är en pepparväxtart som beskrevs av Schlecht.. Peperomia asarifolia ingår i släktet peperomior, och familjen pepparväxter. Inga underarter finns listade i Catalogue of Life.